# Żalin
Żalin (prononciation : [ˈʐalin]) est un village polonais de la gmina de Ruda-Huta dans le powiat de Chełm de la voïvodie de Lublin dans l'est de la Pologne, à la frontière avec l'Ukraine.
Il se situe à environ 12 kilomètres au nord-est de Chełm (siège du powiat) et 75 kilomètres à l'est de Lublin (capitale de la voïvodie).

## Histoire
De 1975 à 1998, le village est attaché administrativement à la voïvodie de Chełm.

Depuis 1999, il fait partie de la voïvodie de Lublin.

## Galerie

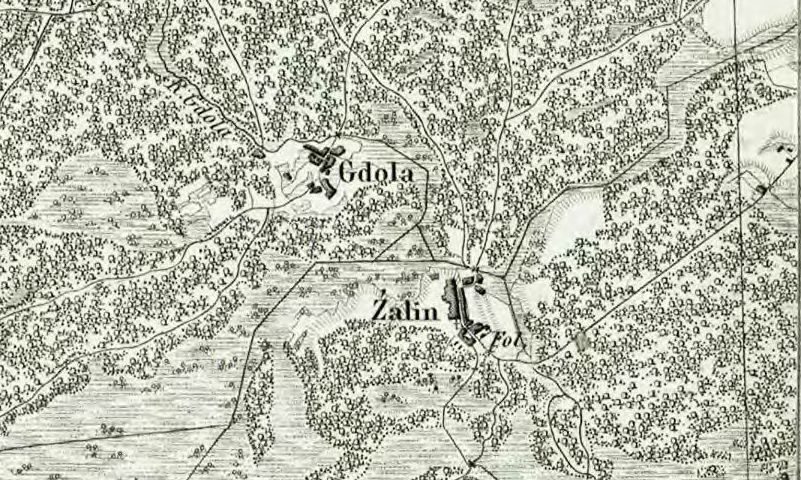
Żalin sur une carte topographique du Royaume de Pologne de 1839.
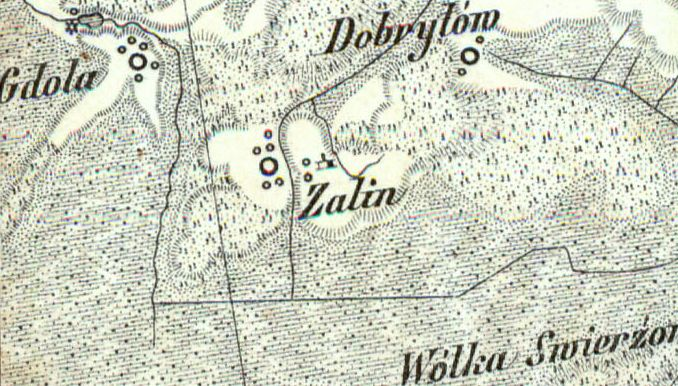
Żalin sur la carte D. G. Reymann (XIXe siècle).
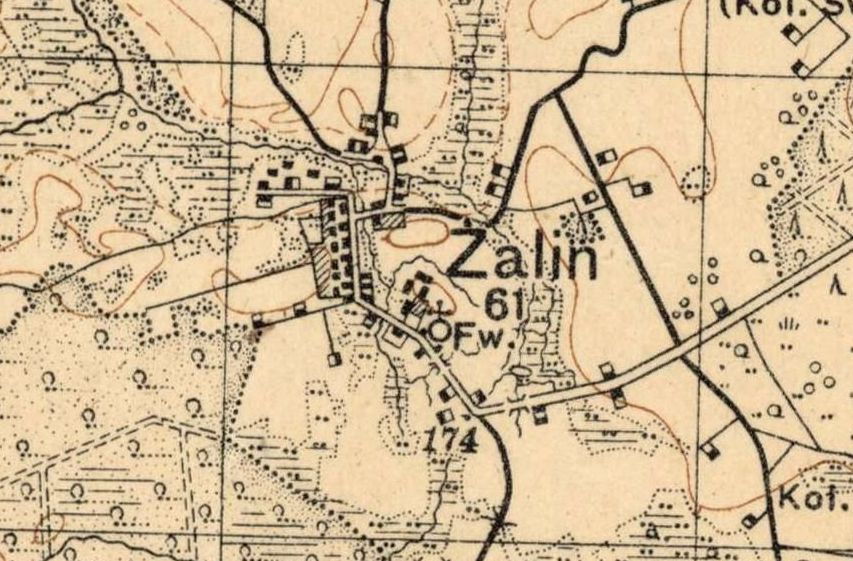
Żalin sur la carte Institut géographique militaire de 1931.